# BAC-PAGE
Die BAC-PAGE ist eine biochemische Methode zur Trennung von Proteinen nach ihrer Molmasse in einer Polyacrylamid-Gelelektrophorese (PAGE) unter Verwendung des Tensids 16-Benzyldimethylhexadecylammoniumchlorid (16-BAC).

## Eigenschaften
Die BAC-PAGE eignet sich zur Trennung von Proteinen mit vielen positiven Ladungen oder glykosylierten Membranproteinen und zur 2D-Gelelektrophorese von Membranproteinen eingesetzt, darunter auch zur Trennung mitochondrialer Membranproteine. Im Gegensatz zu üblicherweise verwendeten SDS-PAGE wandern die mit dem kationischen Tensid 16-BAC beladenen Proteine zur Kathode (Minus-Pol) und der Gelpuffer und der Elektrophoresepuffer haben einen sauren pH-Wert. Alternativ kann als PAGE mit kationischem Tensid die CTAB-PAGE anstelle der BAC-PAGE verwendet werden. Wenn die Proben mit dem Probenpuffer nicht erhitzt werden und kein Reduktionsmittel wie Dithiothreitol oder Dithioerythritol zugesetzt wurde, bleibt teilweise die native Konformation und biologische Aktivität der Proteine erhalten.